# بوهدان بنیوک
بوهدان بنیوک (اوکراینی: Богдан Михайлович Бенюк؛ زادهٔ ۲۶ مهٔ ۱۹۵۷) بازیگر، سیاستمدار، مجری، و مجری تلویزیون اهل اتحاد جماهیر شوروی سوسیالیستی است.
وی همچنین برندهٔ جوایزی همچون جایزه ملی شوچنکو شده‌است.